# Апрельская революция
Апрельская революция (пушту د ثور انقلاب‎; дари إنقلاب ثور — Саурская революция) — военный переворот (революция) в Республике Афганистан 27 апреля 1978 года, результатом которого стало установление в стране социалистического просоветского правительства и начало гражданской войны.

## Причины и предпосылки
В 1979 году в январском номере «Проблем мира и социализма» один из членов Народно-демократической партии Афганистана (НДПА), Зерей, так описывал предреволюционную ситуацию:
Массы были готовы восстать. Уровень жизни резко падал. Более чем 1 миллион афганцев эмигрировал в Иран. Легитимность правительства была сильно поколеблена в глазах народа; приказы не исполнялись. Очень важным фактом было то, что мы работали среди народа 13-14 лет, мы вели народное движение. До революции наша партия была внушительной силой с 50 тыс. членов и сторонников, и это пугало режим.

В своей книге «Трагедия и доблесть Афгана» А. А. Ляховский отмечает:
Для советских представителей в Кабуле, а также для наших спецслужб военный переворот 27 апреля 1978 являлся как «гром среди ясного неба», они попросту «проспали» его. Руководители Народно-демократической партии Афганистана скрывали от советской стороны свои планы по свержению Дауда и тем более не советовались по этим вопросам, так как были уверены, что в Москве негативно отнеслись бы к их намерениям.
То же отмечал и профессор С. М. Меньшиков: «в апреле 1978 года, когда в результате военного переворота к власти в Афганистане пришли местные коммунисты, это было для советского руководства большой неожиданностью. Наши отношения со свергнутым режимом были неплохие, и, возможно, по этой причине афганские коммунисты не стали с Москвой согласовывать свои действия».

## Апрельская революция
17 апреля 1978 года был застрелен видный деятель НДПА Мир Акбар Хайбар, бывший главный редактор оппозиционной власти парчамистской газеты. 19 апреля его похороны вылились в демонстрацию против режима президента Мухаммеда Дауда (по некоторым данным, в ней приняли участие около 20 тысяч человек), поскольку ходили слухи о причастности к убийству тайной полиции Дауда, и привели к столкновению демонстрантов с полицией.
Дауд приказал арестовать лидеров НДПА. В ночь на 26 апреля Нур Мухаммед Тараки и Бабрак Кармаль были арестованы. Четыре часа спустя был отправлен в тюрьму и уже находившийся под домашним арестом Хафизулла Амин. Утром 26 апреля все четыре кабульские газеты вышли с правительственным сообщением, в котором говорилось: «Рассмотрев заявления, выступления, лозунги, призывы, действия и самоуправства, имевшие место во время похорон Мир Акбара Хайбара, правительство расценило их как провокационные и антиконституционные… Лицами, обвинёнными в совершении уголовного преступления и арестованными органами безопасности, являются Нур Мухаммед Тараки, Бабрак Кармаль, доктор Шах Вали, Дастагир Панджшири, Абдул Хаким Шарайи, Хафизулла Амин, доктор Замир Сафи. При аресте указанных лиц в их квартирах были изъяты представляющие интерес документы. Продолжается активный розыск ряда других лиц».
Однако Амин с помощью своего сына передал верным НДПА воинским частям заготовленный ещё в марте приказ о начале вооружённого восстания. После этого сторонники НДПА в среде вооружённых сил провели вооружённую акцию по смене правительства.

27 апреля 1978 года около 10 часов утра на улицах Кабула появились танки. Танки окружили президентский дворец Арг. В своей книге генерал А. А. Ляховский пишет:
Первая колонна 4-й танковой бригады под руководством командира танковой роты старшего капитана Умара появилась перед главным входом президентского дворца примерно в полдень 27 апреля. В это время во дворце проходило заседание кабинета министров под председательством М. Дауда. Последний был немедленно проинформирован о появлении танков. Дауд приказал министру обороны Расули и начальнику президентской охраны майору Зия выяснить, что происходит. На вопрос Зия, зачем прибыли танки, Умар ответил, что их послал командир бригады для усиления охраны президентского дворца. Умару было приказано вернуться в расположение бригады. Однако, покинув позицию у главного входа во дворец, он загнал танки в боковую улицу и стал ждать. Вскоре подоспели другие подразделения 4-й танковой бригады. Президентский дворец был окружён танками. Офицеры М. А. Ватанджар, С. Д. Тарун, Назар Мухаммад, Ш. Маздурьяр и Ахмед Джан руководили их действиями.
Танковые части под командованием Аслама Ватанжара обстреляли королевский дворец Арг, где находился Дауд со всем своим семейством, основные министерства, здания силовых ведомств. По сведениям афганского публициста Разака Мамуна, в середине дня в здание Министерства обороны страны попал первый снаряд, выпущенный из танкового орудия. Этим выстрелом была разрушена связь между военным министерством и президентским дворцом Арг.
Самолёты, один из которых пилотировал будущий видный политический деятель, тогда старший сержант С. Гулябзой, нанесли «акробатический» удар по главному зданию дворца. 7-я дивизия, верная Дауду, попыталась с боем прорваться к столице, но была рассеяна воздушными атаками восставших. Осада Арга шла всю ночь. Дворец, подвергнутый бомбардировке и обстрелу, пал утром следующего дня. В здание, в котором находился глава государства, ворвалась группа военных во главе с Имамуддином, президент и вся его семья были убиты; примерно тогда же было подавлено сопротивление верных правительству войск. А. Кадыр и М. Ватанджар вечером 27 апреля по радио объявили о «Саурской революции» («саур» — на языке дари название второго месяца персидского календаря). Руководители НДПА Тараки и Кармаль и другие были освобождены из тюрьмы. Афганистан был объявлен Демократической Республикой Афганистан (ДРА). Главой государства и премьер-министром стал Нур Мохаммад Тараки, его заместителем — Бабрак Кармаль, а Хафизулла Амин — первым заместителем премьера и министром иностранных дел.

## Итоги и характеристика

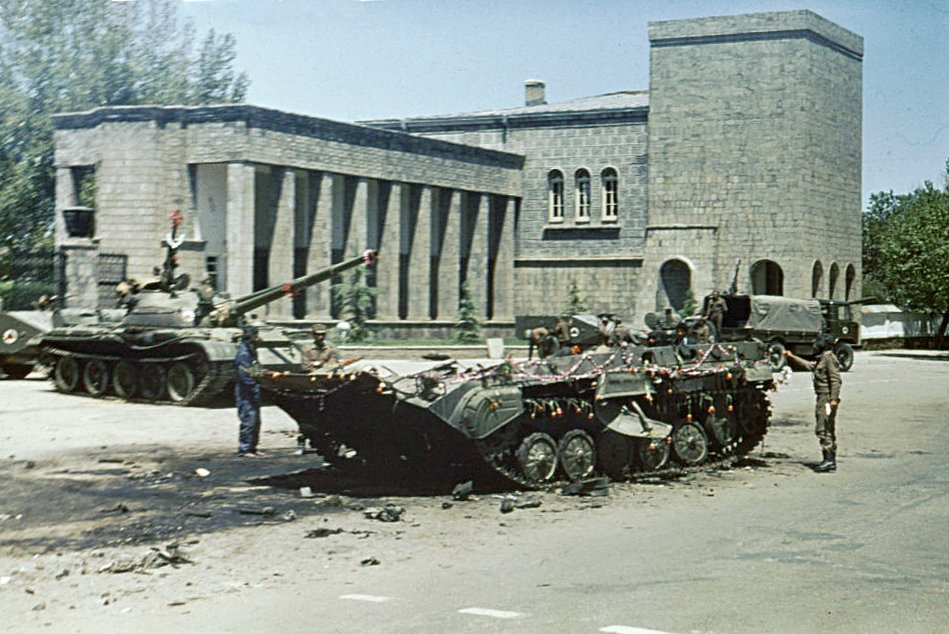
Уничтоженная боевая машина пехоты БМП-1 в Кабуле на следующий день после революции

Апрельская революция являлась коммунистической (антиклерикальной, антифеодальной, антикапиталистической и антиумеренной). Формально в Афганистане был установлен в качестве государственного строя социализм, однако попытки нового руководства, игнорируя местную специфику, форсированными способами претворить стратегию, скопированную с СССР, в жизнь, повлекли возникновение оппозиции правительству, для борьбы с которой был впоследствии введён контингент советских войск.
Существует мнение, что новое правительство НДПА, во главе с революционным советом, не пользовалось поддержкой масс. Из-за этого вскоре была объявлена и реализована доктрина, которая подразумевала борьбу против любого политического инакомыслия, будь то внутри или вне партии. Первый коммунистический лидер в Афганистане, Нур Мохаммад Тараки, был арестован, а потом убит Хафизуллой Амином. Амин был известен своими свободолюбивыми и националистическими взглядами, а также был замечен многими как безжалостный лидер. Он был обвинён в убийстве десятков тысяч мирных афганцев, заключённых в Пули-Чархи и других тюрьмах. Утверждается, что были казнены 27 000 политических заключённых Пули-Чархи.
Бывший в 1975—1979 годах главный военный советник Вооружённых сил Афганистана генерал Лев Горелов оценивал её впоследствии так: «Вообще, это не революция была, а скорее переворот, сделанный офицерским составом, армией».
По оценке министра культуры и информации Афганистана Саида Махдума Рахина (2010), переворот 1978 года на несколько десятилетий остановил процесс развития демократии в стране.
Годовщину Апрельской революции в настоящее время в Афганистане праздновать не принято — вместо неё на следующий день отмечается День победы афганского народа в джихаде (годовщина свержения просоветского правительства в 1992 году).